# Hilary Armstrong
Hilary Jane Armstrong, född 30 november 1945 i Sunderland, Tyne and Wear, är en brittisk politiker inom Labourpartiet. Hon representerade valkretsen North West Durham i brittiska underhuset från 1987 till 2010. Hon tog då över efter sin far Ernest Armstrong som tidigare representerade valkretsen. 
Efter valet 2001 utsågs Armstrong till chief whip (ungefär gruppledare) för sitt parti, vilket hon förblev även efter valet 2005. I maj 2006 utnämndes hon till "minister för social utslagning" och kansler för hertigdömet Lancaster med säte i kabinettet.
18 juni 2010 blev hon ledamot av brittiska överhuset och fick titeln Baroness Armstrong of Hill Top.